# Kootspeel
De Kootspeel is een natuurgebied ten oosten van Weert. Het vormt de verbinding tussen de Moeselpeel en de Roeventerpeel.
Het is een Peelven, waar echter de Leukerbeek doorheen is geleid die hier in zuidwestelijke richting stroomt. Oorspronkelijk lag hier het dal van de Einderbeek.
Ten noorden van het gebied bevindt zich een leemrijk plateau, terwijl daar ook een afvalstortplaats. Men vindt in het noorden van het gebied berkenbroekbos en veenmos, wat in het zuiden van het gebied niet het geval is.
Het noorden van het gebied is in beheer bij Natuurmonumenten en het zuiden is in beheer bij Staatsbosbeheer